# Distrito de An-Nabek
El distrito de An-Nabek (en árabe: منطقة النبك‎, también llamado An-Nabk o Al-Nabk) es un distrito (mantiqah) de la gobernación de la Campiña de Damasco en Siria. En el censo de 2004 contaba con una población de 80.001 habitantes. La capital del distrito es la ciudad de An-Nabek.
La región que ocupa la zona del distrito también es conocida como Qalamun (transliterado en ocasiones como Qalamūn, Qalamoun, Kalamon o Kalamoun), y por ella se extienden las montañas de Qalamun.

## Divisiones
El distrito de An-Nabek se divide en 3 subdistritos o Nāḥiyas (población según el censo de 2004):